# Limnoria agrostisa
Limnoria agrostisa är en kräftdjursart som beskrevs av Isabel Clifton Cookson 1991. Limnoria agrostisa ingår i släktet Limnoria och familjen borrgråsuggor. Inga underarter finns listade i Catalogue of Life.